# Цінсвла
Цінсвла (груз. წინსვლა) — село в Грузії.
За даними перепису населення 2014 року в селі проживає 3115 осіб.